# Mazda RX-2
La Mazda RX-2 est une automobile commercialisée par le constructeur japonais Mazda.

## Aspects techniques
Elle est munie d'un moteur rotatif Wankel qui développe une puissance d'environ 120 ch à 6 500 tr/min,.